# Czoratan
Czoratan – wieś w Armenii, w prowincji Tawusz. W 2011 roku liczyła 898 mieszkańców.